# Томаш-Марек Леонюк

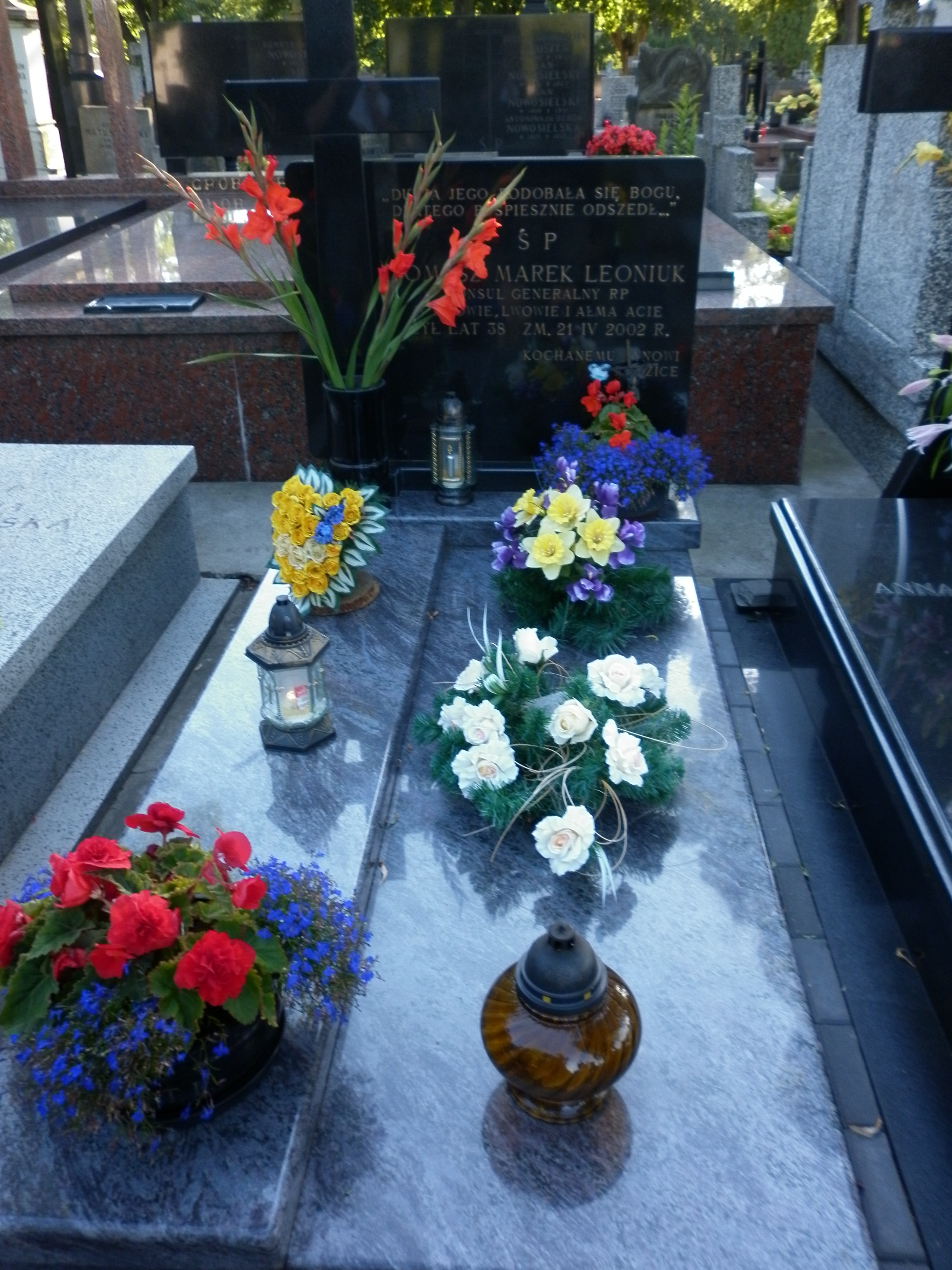

Томаш-Марек Леонюк (пол. Tomasz Marek Leoniuk) (7 жовтня 1963, Лодзь — 21 квітня 2002, Львів) — польський історик та дипломат. Генеральний консул Республіки Польща у Львові (1995—1997).

## Життєпис
Народився 7 жовтня 1963 року в Лодзі. У 1988 році закінчив магістерські студії на історичному факультеті Варшавського університету.
У 1989 році почав працювати в секретаріаті Ради міністрів, у Департаменті у справах молоді, а потім, через кілька місяців, перейшов працювати до Консульського департаменту МЗС Польщі.
З 1991 року — віце-консул Республіки Польща в Києві, з обсягом обов'язків в Україні та Молдові.
До 1995 року — Генеральний консул Республіки Польща у Києві
У 1995—1997 рр. — Генеральний консул Республіки Польща у Львові.
Генеральний консул Республіки Польща у Ташкенті, а потім в Алмати (із обсягом обов'язків на Киргизстан). Каденцію на останньому місці не закінчив.
Помер 21 квітня 2002 року, під час приватного перебування у Львові, у віці 38 років.

## Громадська діяльність
Був членом-засновником і першим головою товариства «Помост», що інтегрувало студентську молодь із колишніх соцкраїн. Брав участь у руйнуванні Берлінської стіни. Організовував інформаційні зустрічі для студентів першого курсу. Кілька разів був організатором студентської волонтерської служби під час паломництв Папи Івана-Павла ІІ до Польщі. Нагромаджував матеріали для статей Енциклопедії PWN. По закінченні студій розпочав професійну працю в Історичному музеї Варшави, у відділі Варшавського повстання.

## Нагороди та відзнаки
- Відзначений Золотою медаллю «Опікун місць національної пам'яті».
- Почесний доктор Тернопільського інституту педагогічної освіти.